# 波罗的海国家理事会
波罗的海国家理事会（英語：Council of the Baltic Sea States，縮寫：CBSS）是由北歐波罗的海國家政府所組成的合作组织，於苏联解体後成立。理事會特別針對經濟發展、能源、教育與文化、公共安全與人類發展，包括人口販運的五個優先範疇的進行全面的協商。
理事會的秘書處設於瑞典首都斯德哥尔摩，並在各会员国設有分支機構。

## 会员国
理事会包含10个主权国家及欧盟：
- 丹麦
- 爱沙尼亚
- 芬兰
- 德国
- 冰島
- 拉脫維亞
- 立陶宛
- 挪威
- 波蘭
- 瑞典
- 欧盟

### 前会员国
- 俄羅斯（因2022年俄羅斯入侵烏克蘭事件被暂停成员国资格，2022年5月政府宣布正式退出CBSS）[1][2]

## 觀察國
非會員之觀察國家：
- 白俄羅斯（因2022年俄羅斯入侵烏克蘭事件被暂停观察国资格）
- 法國
- 匈牙利
- 義大利
- 荷蘭
- 羅馬尼亞
- 斯洛伐克
- 西班牙
- 乌克兰
- 英国
- 美国

## 轮值主席国
- 芬兰 2023-2024
- 德国 2022-2023
- 挪威 2021-2022
- 立陶宛 2020-2021
- 丹麦   2019–2020
- 拉脫維亞 2018–2019
- 瑞典 2017-2018
- 冰島 2016-2017
- 波蘭 2015-2016
- 爱沙尼亚 2014-2015
- 芬兰 2013-2014
- 俄羅斯 2012-2013
- 德国 2011-2012
- 挪威 2010-2011
- 立陶宛 2009-2010
- 丹麦 2008-2009
- 拉脫維亞 2007-2008
- 瑞典 2006-2007
- 冰島 2005-2006
- 波蘭 2004-2005
- 爱沙尼亚 2003-2004
- 芬兰 2002-2003
- 俄羅斯 2001-2002
- 德国 2000-2001
- 挪威 1999-2000
- 立陶宛 1998-1999
- 丹麦 1997-1998
- 拉脫維亞 1996-1997
- 瑞典 1995-1996
- 波蘭 1994-1995
- 爱沙尼亚 1993-1994
- 芬兰 1992-1993